# Мраморен
Мра̀морен е село в Северозападна България, община Враца, област Враца.

## География
Село Мраморен се намира на около 13 km североизточно от областния център Враца, около 17 km югоизточно от град Криводол и около 16 km юг-югозападно от село Борован. Разположено е в Предбалкана, в югоизточното подножие на планинския рид Милин камък, по северния и южния долинни склонове на река Мраморчица, течаща на изток като ляв приток на река Скът. Климатът е умереноконтинентален, почвите в землището са преобладаващо сиви горски. Надморската височина около реката намалява от около 280 m до около 260 m в посока на изток, а на юг и север от реката нараства до около 300 – 310 m.
Землището на село Мраморен граничи със землищата на: село Баница на север; село Голямо Пещене на североизток; село Горно Пещене на изток и юг; село Веслец на юг; град Враца на югозапад и запад; село Чирен на северозапад.
В западния край на Мраморен минава второкласният републикански път II-15 (Враца – Оряхово). От него се отклонява на изток общински път през Мраморен до село Голямо Пещене.
В землището на Мраморен, югозападно от селото, на ляв приток в началото на река Скът се намира язовир
„Сухия скът“. Източно от селото на река Мраморчица се намира язовир „Мраморчица“, малка площ в чиято западна част попада в землището на село Мраморен.
Населението на село Мраморен, наброявало 1838 души при преброяването към 1934 г. и 1876 – към 1946 г., намалява до 1398 към 1985 г. и 571 (по текущата демографска статистика за населението) към 2020 г.

## История
Селото се споменава с имената Мирамурна и Мирамора в турски регистри от 1617 и 1632 г.
Църквата „Свето Възнесение" е построена през 1884 г., а през 1905 г. е осветена. В двора ѝ са погребани четници от Ботевата чета, загинали в битката при Милин камък през 1876 г.
Училището в село Мраморен е създадено около 1870 г. от свещеника Никола Петров, който е и първият учител в селото. През 1885 г. училището се настанява в дотогавашната сграда на църквата, която се мести в нова сграда. До 1907 г. училището е еднокласно, а от тази година до 1920 г. е четирикласно със слети класове. От 1920 до 1923 г. класовете са вече самостоятелни паралелки и се откриват и прогимназиални паралелки, с което от учебната 1924 – 1925 г. училището става прогимназия. През 1923 г. е построена нова учебна сграда с четири учебни стаи, стая за учителите и стаи за помагала, в която сграда училището остава до 1947 г. През 1942 г. започва строежът на новата училищна сграда. Училището е закрито през 2008 г. със заповед на министъра на образованието и науката.
Кредитна кооперация „Напред“ – село Мраморен е създадена на 12 април 1912 г. По време на войните кооперацията прекратява дейността си и започва да функционира отново през 1921 г. Кредитира членовете си при закупуване на земеделски инвентар. Извършва търговия с хранителни и селскостопански стоки. Преименувана е през периода 1944 – 1954 г. на Всестранна кооперация „Напред“, а през периода 1955 – 1969 г. – на Потребителна кооперация „Напред“. През 1969 г. се влива в Наркооп – Враца.
Читалището „Милин камък" е основано през 1927 г.
Трудово кооперативно земеделско стопанство (ТКЗС) в село Мраморен се създава през 1950 или 1951 г. През 1959 г. то се обединява със стопанствата в селата Баница, Голямо Пещене, Оходен и Мало Пещене с център село Баница. През 1962 г. ТКЗС – село Мраморен се присъединява към ДЗС „Христо Ботев“ – град Враца.
Птицекомбинатът – село Мраморен е създаден като междукооперативно предприятие на ТКЗС между: селата Галатин, Баница, Тишевица, Бърдарски геран, Чумаковци (Чомаковци), Селановци, Типченица, Гложене и град Бяла Слатина. Производството започва през месец юли 1968 г., а официално птицекомбинатът е открит през 1969 г. През 1970 г. започва първото разширение на предприятието – построени са осем производствени халета за бройлери и през 1973 г. разширението продължава. Птицекомбинатът е специализирано предприятие за производство на птиче месо с капацитет 5 милиона бройлера годишно и производство на яйца с капацитет 12 милиона броя. От 1975 г. Птицекомбинат – Мраморен преминава към Научно – производственото обединение по птицевъдство – Костинброд. След промени на организацията и наименованието, от 21 юли 1997 г. птицекомбинатът е Еднолично дружество с ограничена отговорност „Мраморен“ в несъстоятелност – град Враца. През следващите години производствената база в Мраморен продължава да се ползва за птицевъдство.
В селото има паметник на загиналите във въоръжената антифашистка борба 1941 – 1944 г. и в Отечествената война на България 1944 – 1945 г.

## Население
Преброяване на населението през 2011 г.
Численост и дял на етническите групи според преброяването на населението през 2011 г.:
|                     | Численост | Дял (в %) |
| Общо                | 650       | 100,00    |
| Българи             | 629       | 96,76     |
| Турци               | 0         | 0,00      |
| Цигани              | 0         | 0,00      |
| Други               | 3         | 0,46      |
| Не се самоопределят | 3         | 0,46      |
| Неотговорили        | 15        | 2,30      |

## Обществени институции
Село Мраморен към 2022 г. е център на кметство Мраморен.
В село Мраморен към 2022 г. има:
- действащо читалище „Милин камък – 1927“;[19][20]
- православна църква „Свето Възнесение“;[21]
- пощенска станция.[22]

## Културни и природни забележителности
На около 3,5 km северозападно от Мраморен е връх „Милин камък“, на който на 18 май 1876 г. четата на Христо Ботев се сражава с черкези и башибозук, спечелва битката, но загиват 30 четници, включително знаменосецът на четата Никола Симов (Куруто). На мястото на сражението е издигнат паметник.

## Личности
- Кузман Кузов (р. 1922), български офицер, генерал-лейтенант.